# Toomas Haug
Toomas Haug   (Tallinn, 1 de maig de 1956) és un historiador i escriptor estonià.
Va néixer en una família d'enginyers i tècnics. Va estudiar el batxillerat a Tallinn de 1963 a 1966 i es va graduar l'any 1974 en llengua i literatura estoniana a l'Institut Pedagògic de Tallinn. Va ser membre del Comitè Principal de Ciutadans de la República d'Estònia i del Congrés d'Estònia. Ha estat membre de la Unió Isamaa i Res Publica i, abans de la seva formació, de la Isamaaliit (Unió Patriòtica) de 1994 a 2016.
Va treballar com a investigador sènior al Friedebert Tuglas House Museum de 1978 a 1983. Des de 1990 treballa com a editor de la revista Looming i com a redactor en cap adjunt des del 2011. De 1990 a 2003, va ser col·laborador de Radio Free Europe en els camps de la cultura i la política interior.

## Publicacions
- La Creu i la República Celestial, 1999 núm. 2
- Estudiant de la Tradició, 1999 núm 12
- Estil estonià paradís perdut, Vikerkaar 1999 núm. 8–9
- Addicions a la vida i obra de Jaan Lõo, Llengua i literatura 1999, núm. 5
- Estonian Prose 1999: A Small Guide,  2000 No. 3
- Lluita contra els enemics: Enn Kippel 100, 2001 núm. 2
- Al triangle del carrer de Tallinn: un capítol d'història literària no canonitzada. Creació 2001 núm 12
- Tammsaare i Kaplinski - dos exploradors i dissidents de Virola, traduït al finès per Anja Salokannel, Kanava 2002 núm. 6
- La promesa de Troia, Estonian Language Foundation 2004,[3]
- AHT Death in Africa. Addicions a la traducció perduda de The Guest of God de Leo Frobenius. 2006 núm. 12
- La sortida dels clàssics, Estonian Language Foundation 2010[4]
- El paradís perdut: la identitat com a creació. Nostàlgia del segle xix, 2013 núm. 4
- Along Koidu Street. Notes from the Early Times, Estonian Language Foundation 2014,[5]
- Back to Troy Hill, Estonian Language Foundation 2015
- Muravu (Llibreria). Una obra de teatre amb tres entreactes.  2019, núm 2
- Visita a la Casa Creativa / Masterclass. 2019, núm 10
- La nostra encantadora barra de donuts. Minidrama. 2021, núm 5
- Blackfoot. Una història real. Acadèmia 2021, núm. 11
- El cas de Teet Kallas. Apunts sobre la història del concurs de narrativa Creació.  2022, núm 10
- L'última vegada sobre la censura? Notes de l'editor 1987-1988. 2023, núm 2
- Nostàlgia d'Ormusson. Llengua i Literatura 2023, núm 7
- Parlador. Fragments.  2023, núm 8
- On és Ülo? Sessió oculta. Acadèmia 2023, núm. 10

## Reconeixement
- 2000 Orde de l'escut de l'Estat, 4a classe
- 2001 Premi Anual de la Fundació Cultural Estoniana per a la Literatura (premi de l'article: "Al triangle del carrer Tallinn: un capítol d'història literària no canonitzada")
- 2004 Premi Anual de l'Estonia Cultural Endowment for Literature ("La promesa de Troia")
- 2006 Premi Anual de l'Estonia Cultural Endowment for Literature (premi article: "La mort de l'AHT a l'Àfrica. Addicions a la traducció perduda de "Guest of God") de Leo Frobenius.
- Beca 2008 "Live and Shine"
- Premi Anual 2010 de l'Estonian Cultural Endowment for Literature ("La sortida dels clàssics")
- Premi de narrativa curta Friedebert Tuglas 2022 ("Blackfoot. A True Story")

## Personal
Els seus descendents són Liina Särkinen, Joonas Hellerma i Juhan Hellerma. La parella actual de Toomas Haug és Maarja Vaino.